# 阿泽尔菲亚岛
阿泽尔菲亚岛（希臘語：Αδελφοί）是希腊北斯波拉泽斯群岛的两个小岛。两岛位于主岛阿洛尼索斯岛东南偏东方向10公里处。两岛在行政上隶属于色萨利大区斯波拉泽斯专区的阿洛尼索斯市镇。2001年，两岛人口总计11人。2011年人口普查时则无人居住。